# Prozessionsaltar gegenüber dem Alten Dorfring 28 (Arnshausen)

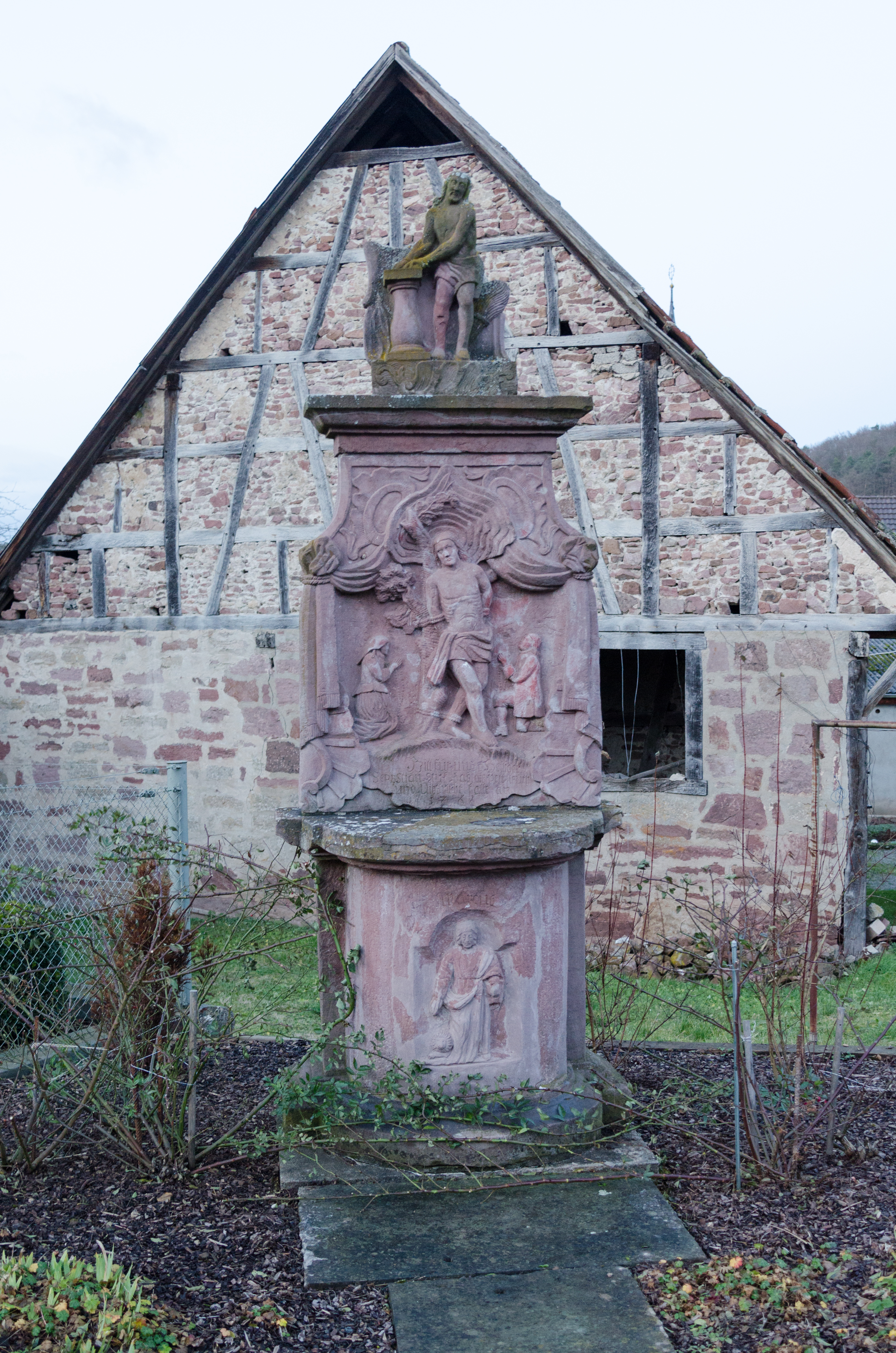
Prozessionsaltar, gegenüber dem Alten Dorfring 28, Arnshausen

Der Prozessionsaltar gegenüber dem Alten Dorfring 28 befindet sich in Arnshausen, einem Stadtteil von Bad Kissingen, der Großen Kreisstadt des unterfränkischen Landkreises Bad Kissingen. Er gehört zu den Bad Kissinger Baudenkmälern und ist unter der Nummer D-6-72-114-149 in der Bayerischen Denkmalliste registriert.

## Beschreibung
Der Prozessionsaltar besteht aus rotem Sandstein und entstand im Jahr 1766.
Der Altar ist aus einem 95 cm hohen, vorgewölbten Tischsockel mit einem Relief des Evangelisten Markus und einer baldachinartigen Rückwand aufgebaut, auf deren abschließender Gesimsplatte sich ein Christus an der Geißelsäule befindet.
Die Relieffigur des Evangelisten ist mit „S. Marcus“ bezeichnet.
Die Rückwand ist 127 cm hoch und zeigt den hl. Sebastian an einen Baum gefesselt. Links und rechts von ihm kniet das bäuerliche Stifterehepaar. Das Schriftfeld darunter enthält folgende Inschrift:

„Bitt für uns Heiliger

Sepastian Auf daß die pest leuth

und Vihe nicht falle an

1766“

Die Bekrönungsfigur des Christus an der Geißelsäule ist 73 cm hoch. Die Gesamthöhe des Denkmals beträgt 3 m. Zwei leere  Eisenzapfen lassen den Schluss zu, dass früher noch weitere Ornamente angebracht waren.
Dieser Prozessionsaltar und die anderen Prozessionsaltäre am Alten Dorfring bilden in folgender Reihenfolge einen Prozessionsweg:
1. Prozessionsaltar gegenüber dem Alten Dorfring 32
2. Prozessionsaltar gegenüber dem Alten Dorfring 28
3. Prozessionsaltar Alter Dorfring 18
4. Prozessionsaltar gegenüber dem Alten Dorfring 6